# Lucinda Torre
Lucinda Torre Cañal (Sama, Astúries, 12 de juny de 1965) és una directora de cinema asturiana.
Va estudiar Musicologia a la Universitat d'Oviedo i Història de l'Art a la Universitat Complutense de Madrid. Va treballar com a realitzadora en Telemadrid i ha estat professora de realització en el Màster de Documental Històric de la Universitat Complutense. El 2000 fou nominada al Goya al millor curtmetratge de ficció pel seu curtmetratge El beso de la tierra. El 2006 va dirigir el documental Resistencia que mostra la rebel·lió dels treballadors de Duro Felguera i que va guanyar el premi del Cinema Internacional de Conca Dones en Direcció i el Festival Internacional de Cinema de Dones de Créteil. El 2009 va començar a Gijón el llargmetratge Alegría, que va acabar el 2013.

## Filmografia
- El beso de la tierra (1999)
- Resistencia (2006)
- Alegría (2013)